# من تنهام کسی با من صحبت می‌کنه؟
من تنها هستم کسی با من صحبت می‌کنه؟ (به انگلیسی: i am lonely will anyone speak to me) عنوان رشته‌ای از گفتگوها در تالار گفتگوی اینترنتی سایت بارگیری کدک‌های ویدیویی Moviecodec.com بود که به «پاتوق برتر وب برای افراد تنها» تبدیل شد. این رشته گفتگو در ۱۴ ژوئیه ۲۰۰۴ آغاز شد. این صفحه برای مدت‌ها نخستین نتیجه جستجو برای عبارت «من تنها هستم» (به انگلیسی: I am lonely) در موتور جستجوی گوگل بود.
مارک گریفیتس، محقق روانشناسی اینترنتی در دانشگاه ناتینگهام ترنت در انگلیس اظهار داشت: «افراد تنها زیادی در بین مردم وجود دارند. برخی از مردم به شدت به فناوری اعتماد می کنند و در نهایت با آن به عنوان یک دوست الکترونیکی رفتار می‌کنند، یک انعکاس - فقط نوشتن در مورد این تنهایی می تواند احساس بهتری برایشان داشته باشد... این کار در آن لحظه دنیای روانشناختی آنها را تغییر نمی‌دهد، اما ایجاد یک خویشاوندی با افراد همفکر می‌تواند به آن‌ها کمک کند. همه شما در این فضای مجازی با هم هستید.»
با توجه به اجتماع جامعه‌ی گسترده‌ای از افراد تنها در این موضوع تالار گفتگو، بارن یک انجمن جدید با عنوان «یک زندگی تنها» ایجاد کرد تا ساکنان بیشمار این رشته گفتگو به آنجا بروند. از ۲۴ دسامبر ۲۰۱۶، وب‌سایتی که این رشته گفتگو در آن میزبانی شده بود بسته شد و دیگر نمی توان به آن دسترسی داشت.